# Storvattnet (Viksjö socken, Ångermanland)
Storvattnet är en sjö i Härnösands kommun i Ångermanland och ingår i Gådeåns huvudavrinningsområde. Sjön har en area på 0,263 kvadratkilometer och ligger 275,1 meter över havet. Sjön avvattnas av vattendraget Gådeån (Helgumsån).

## Delavrinningsområde
Storvattnet ingår i det delavrinningsområde (696798-158801) som SMHI kallar för Utloppet av Storvattnet. Medelhöjden är 312 meter över havet och ytan är 4,06 kvadratkilometer. Räknas de 7 avrinningsområdena uppströms in blir den ackumulerade arean 8,3 kvadratkilometer. Avrinningsområdets utflöde Gådeån (Helgumsån) mynnar i havet. Avrinningsområdet består mestadels av skog (86 procent). Avrinningsområdet har 0,26 kvadratkilometer vattenytor vilket ger det en sjöprocent på 6,5 procent.